# La cugina Bette
La cugina Bette (in francese La cousine Bette) è un romanzo dello scrittore francese Honoré de Balzac, pubblicato a puntate nel 1846. Fa parte, assieme a Il cugino Pons (Le cousin Pons) del ciclo I parenti poveri (Les parents pauvres).
Il romanzo è stato tradotto in non meno di 25 lingue europee e asiatiche. La prima traduzione attestata in Italia è del 1907 a cura di Erminia Bazzochi.

## Trama
La bella e dolce Adeline, di origini contadine, sposa l'affascinante Barone Hulot d'Ervy e si trasferisce a Parigi, portando con sé la meno graziosa cugina Lisbeth, che sin dall'infanzia aveva accumulato rancori e invidie nei suoi confronti. Mentre Adeline vive in un sontuoso palazzo, è felice con il marito e ha due figli, Hortense e Victorin, Lisbeth vive in un quartiere povero ed è costretta a lavorare come ricamatrice. Gli anni passano e il barone Hulot si rivela un incorreggibile libertino, accumulando debiti per le amanti a scapito della famiglia. Victorin sposa Celestine, la figlia di Crevel, un ricco commerciante. Pure Crevel, anche se in maniera più discreta, è dedito al libertinaggio e si vede sottrarre la sua mantenuta Josepha proprio dal barone Hulot. Pensa quindi di vendicarsi provando a sedurre Adeline, che è troppo devota per cedere alle pressioni di Crevel. Il commerciante, indignato, manda a monte le nozze di Hortense Hulot con un ottimo partito che egli stesso le aveva procurato. Adeline, a causa della sempre più precaria condizione finanziaria, non riesce a trovare un altro marito per sua figlia, ormai ventiduenne. Lisbeth invece ha preso sotto la propria ala protettrice il conte esulo polacco Wenceslas Steinbock, ora scultore, che vive nell'indigenza. Hortense e Steinbock si incontrano, si innamorano e si sposano. Il rancore di Lisbeth aumenta ancora di più e medita vendetta. Spinge il conte Hulot tra le braccia di Valérie Marneffe, una vicina di casa di Lisbeth, giovane ed affascinante, il cui marito lavora nell'ufficio di Hulot. Le due donne stringono una perversa alleanza, il cui obiettivo è vendicarsi della famiglia Hulot. In breve Valérie diviene l'amante di Hulot, ma anche di Crevel, di Steinbock e di Montès, un conte brasiliano.
Grazie alle trame delle due donne, Hulot è ormai sul lastrico; porta il signor Fischer, lo zio di Adeline e Lisbeth, al suicidio, e suo fratello, il maresciallo Hulot, alla morte. Hulot è costretto alla fuga, mentre sua moglie Adeline, che per salvare la famiglia si era gettata tra le braccia di Crevel, si ammala. Hulot trova rifugio dalla sua ex-amante Josepha, che gli offre come concubina una giovane e graziosa sarta, gli apre un'attività e gli concede una rendita mensile. Nel frattempo Adeline si riprende e comincia a lavorare come dama di carità. Crevel invece sposa la signora Marneffe. Ma Montès, messo al corrente del tradimento della sua amata Valérie, si vendica infettando i due coniugi con un virus che ben presto li porta entrambi alla morte, tra atroci sofferenze. Adeline riesce dopo molto tempo a ritrovare il conte e a riportarlo in seno alla famiglia, che nel frattempo, grazie a Victorin, si è risollevata economicamente. Steinbock infine si riconcilia con Hortense. Lisbeth, che ha visto fallire i suoi propositi di vendetta, addolorata per la morte dell'amica, la signora Marneffe, si ammala anche lei e muore. Dopo un periodo di tranquillità, il conte Hulot manifesta nuovamente il carattere del libertino, promettendo all'aiuto cuoca Agathe di sposarla una volta morta sua moglie. A quest'ultimo colpo Adeline non resiste e muore. Hulot, una volta rimasto vedovo, abbandona nuovamente la famiglia per sposare Agathe.

## Incipit
(Honoré de Balzac, La cugina Bette, 1846)

## Finale
(Honoré de Balzac, La cugina Bette, 1846)

## Personaggi principali
1. La cugina Lisbeth "Bette" Fischer
2. Valérie Marneffe, amante del barone Hulot d'Ervy, del conte Steinbock e di Crevel che alla fine la sposerà
3. Adeline Fischer, moglie del barone Hulot d'Ervy, cugina di Bette Fisher
4. Josépha Mirah, cantante ebrea, amante prima di Crevel, poi del barone Hulot
5. Hortense Hulot, figlia del barone Hulot e moglie del conte Steinbock
6. Il barone Hector Hulot d'Ervy, padre di Hortense e Victorin
7. Wenceslas Steinbock, aristocratico artista d'origine polacca, marito di Hortense e amante di Valérie Marneffe
8. Célestin Crevel, suocero e rivale in amore del Barone, attratto anche dalla Baronessa
9. Marneffe, marito di Valérie, impiegato presso l'ufficio del barone Hector Hulot
10. Maresciallo Hulot, anziano fratello del Barone, profondamente affezionato alla cognata Adeline
11. Victorin, figlio del Barone, ha sposato la figlia di Crevel
12. Célestine Crevel, moglie di Victorin e figlia di Crevel

## Collocazione all'interno dellaComédie humaine
Il romanzo si trova all'interno della sezione riguardante le "Scene della vita parigina" e fa parte dell'insieme degli scritti di Balzac riguardante i "Parenti poveri".

## Adattamenti cinematografici
- 1928 La cousine Bette, regia di Max de Rieux;[2]
- 1964 Cousine Bette, film per la televisione, regia di Yves-André Hubert;[3]
- 1998 La cugina Bette (Cousin Bette, regia di Des McAnuff, musica di Simon Boswell, sceneggiatura di Lynn Siefert e Susan Tarr, con Jessica Lange[4]

## Edizioni in italiano
Con il titolo La cugina Betta:
- La cugina Betta, scene della vita Parigina, prima versione italiana di Erminia Bazzochi, Società Editoriale Milanese, Milano 1907;
- I parenti poveri 1. La cugina Betta; traduzione di Galeazzo Falconi, con prefazione, Fratelli Treves, Milano 1908;
- I parenti poveri; La cugina Betta: scene della vita parigina, romanzo; traduzione di Mario Buggelli, Corbaccio, Milano 1928;
- La cugina Betta, trad. anonima, Rosso Editore, Torino 1935;
- La cugina Betta, trad. Maria Adalgisa Denti e Emilio Villa, A. Mondadori, Milano 1952
- La cugina Betta, trad. Ugo Dettore, BUR Rizzoli, Milano 1953 (poi con introduzione e note di Maurice Allem) ISBN 88-17-12201-7

con il titolo La cugina Bette:
- La cugina Bette, trad. Emma Defacqz, Garzanti, Milano 1973
- La cugina Bette, trad. Sara Marini, introduzione di Mariolina Bongiovanni Bertini, A. Mondadori, Milano 1996 ISBN 88-04-41848-6
- La cugina Bette, trad. Francesco De Simone, introduzione di Ferdinando Camon, Garzanti, Milano 1983 ISBN 88-11-58003-X ISBN 978-88-11-36003-2
- La cugina Bette, trad. Katia Lysy, Frassinelli, Milano 1999 ISBN 88-7684-564-X
- La cugina Bette, introduzione di Lanfranco Binni, trad. Lucio Chiavarelli, Newton Compton, Roma 1999 ISBN 88-8183-954-7
- La cugina Bette, trad. Salvatore Santorelli, Rusconi, 2024, ISBN 9788818039269